# Дам'єн Ле Таллек
Дам'єн Ле Таллек (фр. Damien Le Tallec, нар. 19 квітня 1990, Пуассі) — французький футболіст, опорний півзахисник клубу «Сошо». Молодший брат Антоні Ле Таллека, який також є професійним футболістом.
Раніше виступав на позиції нападника, зокрема, в Україні за ужгородську «Говерлу».

## Клубна кар'єра
Народився 19 квітня 1990 року в місті Пуассі. Займатися футболом почав як і його старший брат, в «Гаврі». 

### Ренн
2005 року перейшов в академію «Ренна». Він зіграв значну роль в успіхах клубу на молодіжному рівні, допомагаючи своїй віковій групі здобути перемогу в сезоні 2006/07, а також перемогти у Кубку Гамбарделла 2008 року. У фіналі Кубка Гамбарделла в матчі проти однолітків з «Бордо» він забив фінальний гол своєї команди, а гра закінчилась з рахунком 3:0. Після завершення сезону 2006/07, 11 червня, Ле Таллек погодився на підписання свого першого професійного контракту з клубом на 3 роки. Проте весь сезон він провів у молодіжці, лише після цього його офіційно включили в старшу команду перед початком сезону 2008/09. 
Однак сезон він почав з участі в аматорському чемпіонаті Франції, незважаючи на свою приналежність до першої команди клубу. Дам'єн з'явився в 22 матчах, забив 4 голи.
Влітку 2009 року Ле Таллек захотів покинути «Ренн» та нарешті розпочати свою професійну кар'єру. Спочатку він збирався підписати контракт з іспанською «Валенсією», але в останній момент угода зірвалася. Пізніше на нього звернули увагу два німецьких клуби: «Герта» та «Штутгарт». Але до конкретних пропозицій справа не дійшла. 

### Боруссія
8 серпня 2009 року Дам'єн підписав трирічний контракт з дортмундської «Боруссією». 18 жовтня дебютував у Бундеслізі в домашньому матчі проти «Бохума», що завершився перемогою дортмундців з рахунком 2:0. Після перерви Дам'єн замінив Нельсона Вальдеса та провів на полі весь другий тайм. Проте і тут виступав здебільшого за другу команду, яка грала у третьому, а пізніше в четвертому німецькому дивізіоні.

### Нант
31 січня 2012 року повернувся на Батьківщину, підписавши контракт з «Нантом», що виступав у Лізі 2. Він провів у клубі якусь частину 2012 року. Але також основним гравцем не став, зігравши до кінця сезону лише у восьми матчах чемпіонату. Дам'єну потрібен був новий клуб.

### Говерла
Влітку 2012 року підписав контракт з новачком Прем'єр-ліги ужгородською «Говерлою». У команді став відразу основним форвардом, зігравши за сезон у 20 матчах, в яких забив 5 голів, ставши разом з Мирко Райчевичем найкращим бомбардиром команди. Всього встиг відіграти за ужгородців 41 матч у національному чемпіонаті, забив 7 голів.
Влітку 2014 року, посилаючись на політичну нестабільність в Україні та затримку зарплати, розірвав контракт з «Говерлою». 

### Мордовія
22 липня 2014 уклав дворічний контракт з російською «Мордовією». Тренер клубу Юрій Сьомін перекваліфікував нападника Ле Таллека в опорного півзахисника або центрального захисника. За півтора року провів у російській Прем'єр-лізі 44 матчі та забив 1 гол.

### Црвена Звезда
У січні 2016 переїхав до Сербії, ставши гравцем «Црвеної Звезди». У белградському клубі Ле Таллек був основним центральним захисником та зіграв за два з половиною роки 76 матчів у чемпіонаті. Він вперше в своїй кар'єрі зіграв у Лізі чемпіонів (щоправда, клуб не зміг подолати кваліфікацію), а також двічі вигравав з командою титул чемпіона Сербії.

### Монпельє
1 липня 2018 повернувся до Франції, підписавши контракт з «Монпельє». У клубі з півдня Франції переважно виступає на позиції опорного півзахисника. Станом на 1 червня 2020 зіграв у 64 матчах Ліги 1.

## Виступи за збірні
2004 року дебютував у складі юнацької збірної Франції. Взяв участь у 47 іграх на юнацькому рівні від U-15 до U-20, відзначившись 27 забитими голами.

## Титули і досягнення
«Ренн»
- Володар Кубка Гамбарделла: 2008

 «Боруссія» (Дортмунд)
- Чемпіон Німеччини: 2010-11

 «Црвена Звезда»
- Чемпіон Сербії: 2015-16, 2017-18